# Der Dulder Job (Steinmehlen)

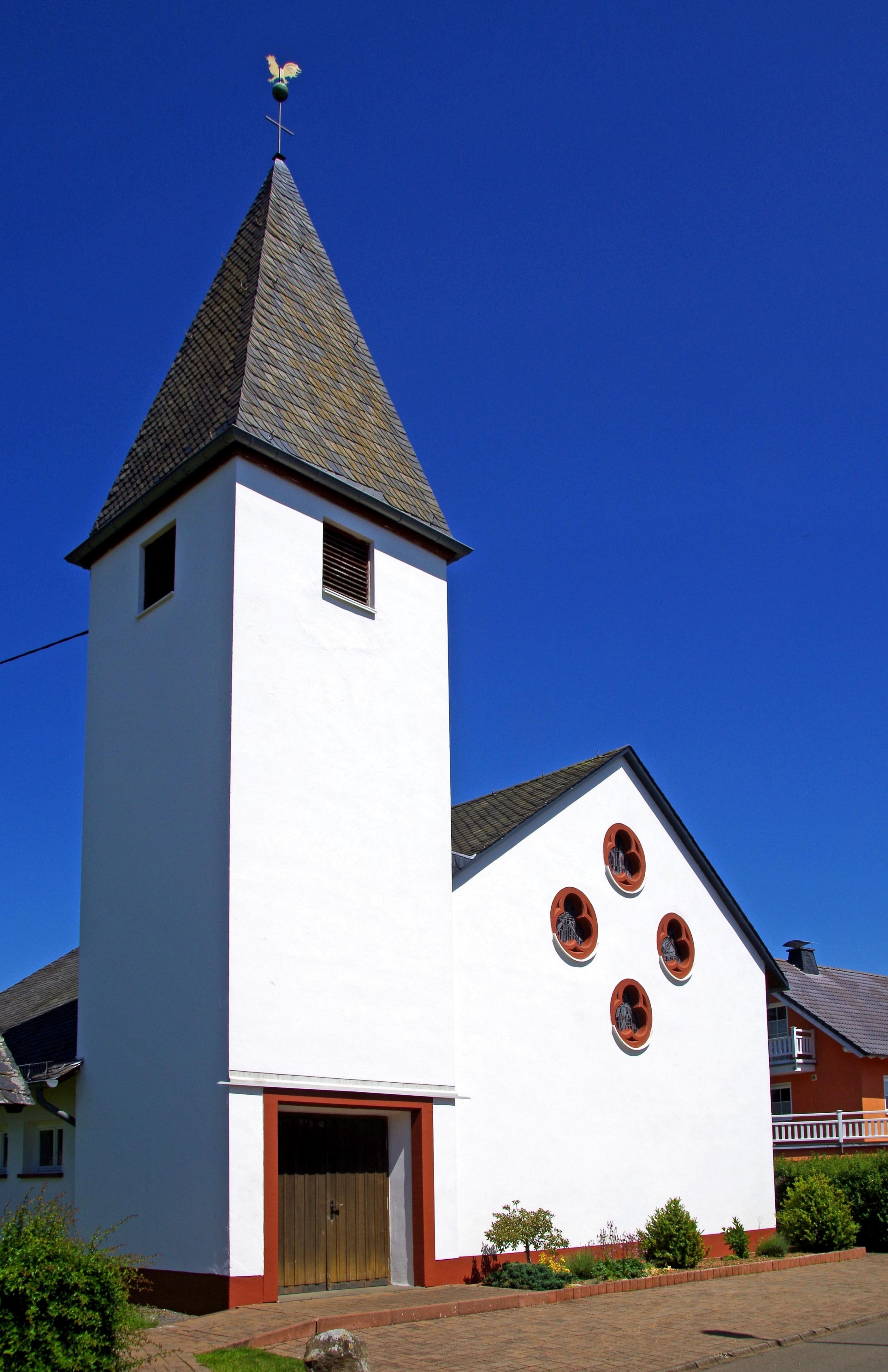
Der Dulder Job (Steinmehlen)

Die Kirche Der Dulder Job (auch: Hiob) ist die römisch-katholische Filialkirche von Prüm-Steinmehlen im Eifelkreis Bitburg-Prüm in Rheinland-Pfalz. Die Kapelle gehört zur Pfarrei Niederprüm in der Pfarreiengemeinschaft Prüm im Dekanat St. Willibrord Westeifel des Bistums Trier.

## Geschichte
Im Jahr 1867 wurde in Steinmehlen eine erste Kirche eingeweiht und im Jahr 1960 abgebrochen. Die heutige Filialkirche aus einem Saalbau, einem Seitenturm und gewölbter Holzdecke wurde im Jahr 1963 errichtet. Als Patron der Kirche ist der alttestamentarische Dulder Job (auch: Hiob) benannt worden.

## Ausstattung
Die Kirche hat auf der Südseite vier Rundbogenfenster mit Glasmalerei. Themen sind: Geburt Jesu, Taufe Jesu, Johannes und Maria mit dem toten Jesus. 
Es sind Figuren von Ignatius von Loyola, Hiob, Wendelin, Johannes Nepomuk sowie eine hölzerne Muttergottes-Statue vorhanden. Zur Ausstattung gehört ferner ein Harmonium.

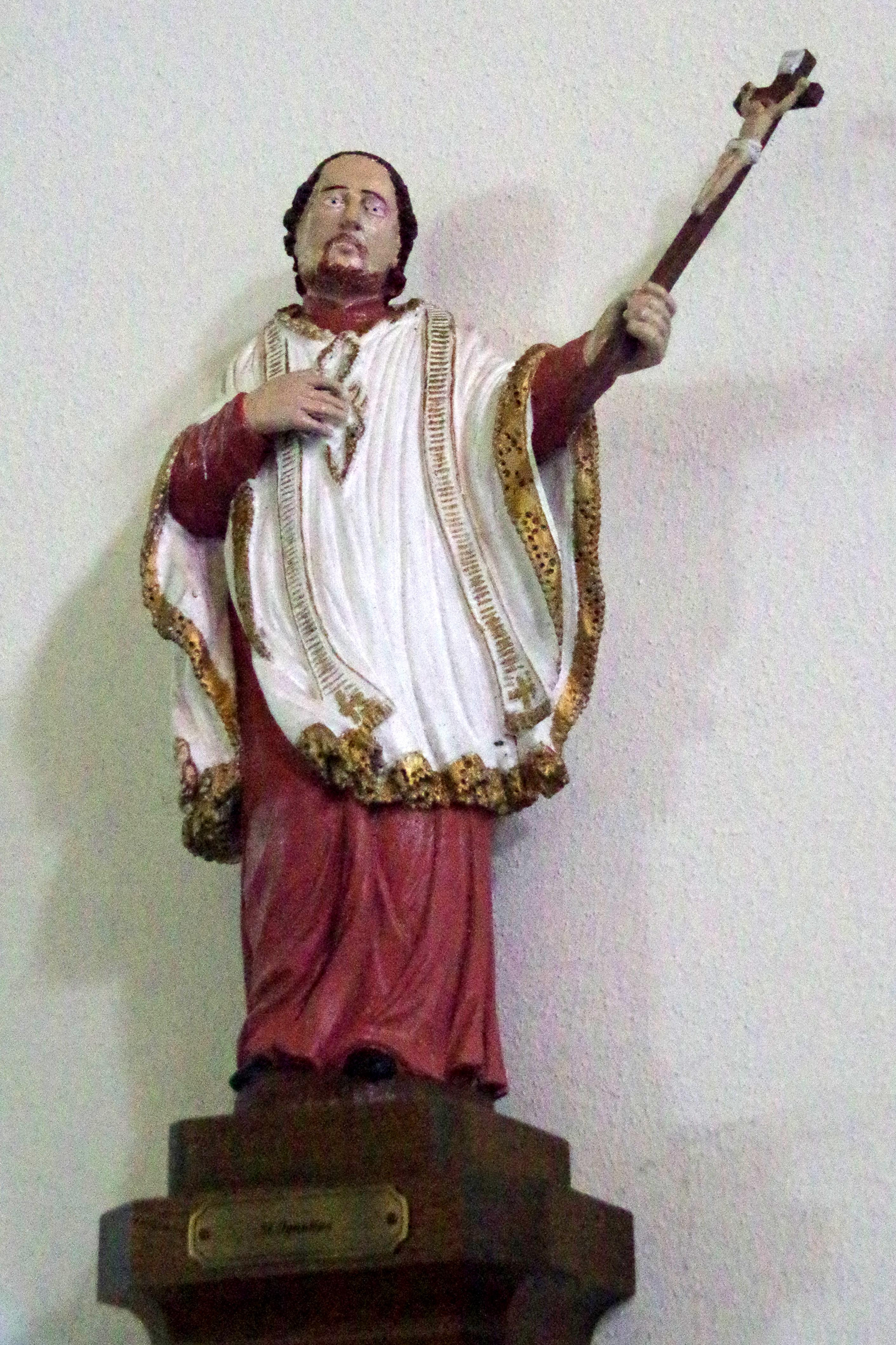
Ignatius von Loyola
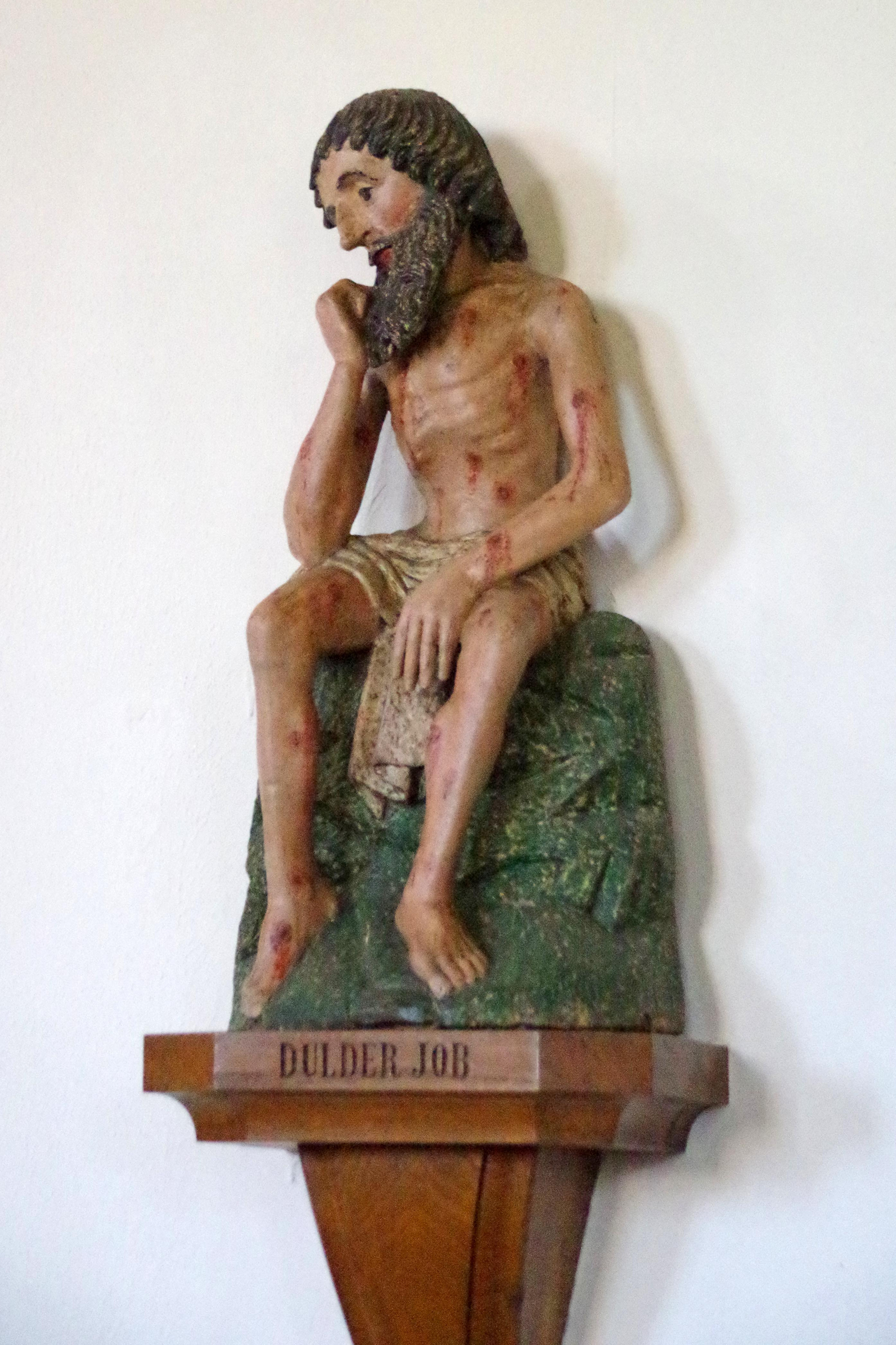
Dulder Job
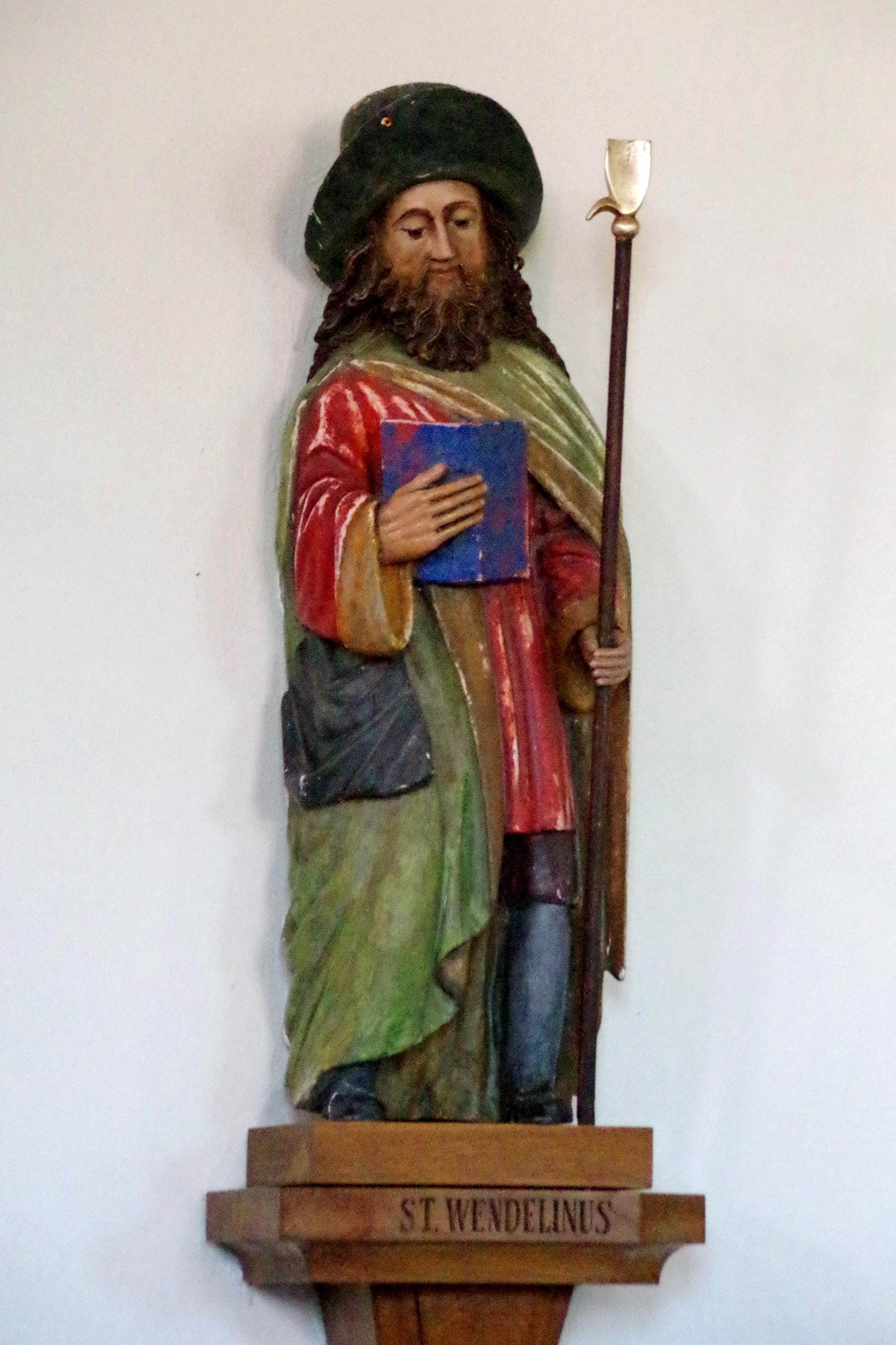
St. Wendelin
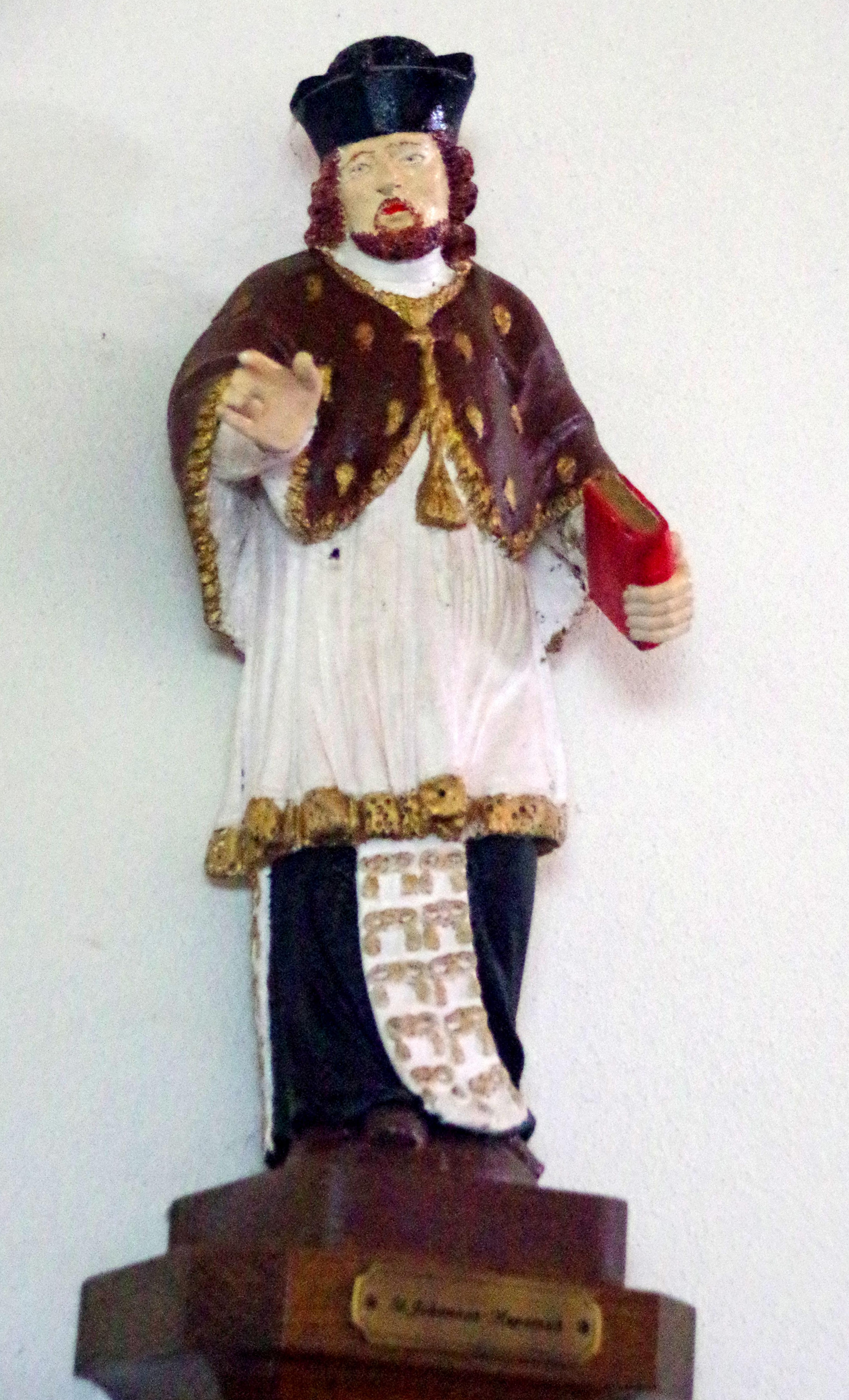
Johannes Nepomuk